# コレってアリですか?
『1億3千万人のエピソードバラエティー コレってアリですか?』（いちおくさんぜんまんにんのエピソードバラエティー コレってアリですか?）は、日本テレビ系列で2010年7月27日から2011年9月13日まで火曜日21:00 - 21:54に放送されたお笑いバラエティ番組である。略称は『コレアリ』。

## 概説
2010年1月16日 21:00 - 22:24に日本テレビ系列で『人気芸人と豪華女優がショート再現コント連発!キレてもいいですか?』として放送された。
特番が視聴率15.0%を獲得するなど好評だったことから、2010年4月3日から5月29日まで土曜日 24:50 - 25:20に関東ローカルでレギュラー放送された。
土曜深夜でのレギュラー放送終了後の2010年6月19日 21:00 - 21:54には『コレってアリですか?特別版』が日本テレビ系列にて放送された。
2010年7月27日からはゴールデンタイムにてレギュラー放送が再開され、火曜日21:00 - 21:54に放送されていたが、2011年9月13日を以て終了した。後番組は『なんでもワールドランキング ネプ&イモトの世界番付』。

## 番組内容
人気お笑い芸人と豪華女優が視聴者から寄せられた「コレってアリですか?」と言いたくなるエピソードをコントで再現する。スタジオでは再現VTRに対するコメントや自身の体験についてトークが展開される。

### 再現コント
こんな○○アリですか?
合コンや同窓会など、様々なシチュエーションで起こる「コレってアリですか？」と言いたくなるエピソードを、再現コントで紹介。
キレてもいいですか?
思わずキレそうになってしまったエピソードを、再現コントで紹介。パイロット版では番組タイトルにもなっていた。この再現コントの終わりは、様々な理由により投稿者の怒りの頂点に達してキレるシーンがあるが、それは投稿者の怒りたい気持ちを現した頭の中で描いた架空の状況であり、「…とは言えず」のナレーションのセリフと共に実際はどうだったかを説明して締めくくられる。
○○にダマされた…
ある人物にダマされたエピソードを、再現コントで紹介。コントの終わりには日テレタワーのヘリポート（場合によっては吊り橋やBARのカウンター）の上で「ダマされたー!!」と叫び、その後、ナレーターの「…と気づいた時にはもう遅かった…」の言葉で締めくくられる。中には、「自分たちをかばうためにリストラされた上司」のように良い意味でダマされていたことに気付くというエピソードもある。
駄女（ダメ）でもコイツが好き
駄目なところがある女=「駄女（ダメ）」。そんな「駄女」と別れられない男達のエピソードを、再現コントで紹介。様々な理由により男が彼女に別れを決意しようとするが…
怪男（カイダン）
春日演じる世にも恐ろしい男のエピソードを再現コントで紹介。普段は紳士的で頼れるなど好印象な男が、何かのきっかけでストーカー的な行動やストレス発散と称して相手を恐怖に感じさせるような行動に出るなど日常に潜む、春日が演じる男が持つ怖い一面を垣間見る再現コントである｡
このコントのために､女優陣は春日の行動が演技だとわかった上で､警戒している｡
ストレス物語
タカ演じる接客業のアルバイト店員シンジが様々な接客業で出会う客の迷惑行為で溜まったストレスを綴るコント。
ある日の何出茂一太郎
無意識のうちに女性からの支持ランキング1位の行動をとる男を、再現コントで紹介。
限界10 オモシロの向こう側!
イタズラや悪ノリを何回連続でやると相手がキレるのか、その限界を検証する。
表の顔と裏の顔
オモテの顔とは全く違うウラの顔を持っている人物を再現コントで紹介。
拝啓十五の俺へ（主人公が女性の場合は「拝啓十五の私へ」）
反抗期真っ盛りの15歳の自分を振り返って若林・日村、女性の場合は加藤が主人公となり、再現コントで紹介。母親役を宮崎美子、父親役を斎藤洋介が演じている。内容は、日常生活を過ごしていると主人公のためを思って色々と気遣ってくれる両親の言動に対し、主人公が「子供扱いされるのがカチンとくるから」「恥ずかしいから」などの理由により、素直に受け入れられずにキレてしまう、という展開のあと、現在の主人公が「○○されるのが恥ずかしかったんだよな。母ちゃん、ごめんな（ごめんね）」のように当時の自分の気持ちと母への謝罪を綴るナレーションで締めくくられることが多い。コーナーBGMはアンジェラ・アキの手紙 〜拝啓 十五の君へ〜。
VTRを見たゲストの武田鉄矢が、｢（若林の）あの眼は､本当にこういう経験がある奴の眼だ｣とコメントしている。一方で、主に若林が演じた回では本気のブーイングが浴びせられることもあり、若林は「誰も得しない企画」と呼んでいる。
モンスターヒラタ
現代社会が生み出したモンスター・ヒラタの理解不可能な行動を若林主演の再現コントで紹介する人気コーナーで、当初は、いくつかの単発的なエピソードにすぎず、投稿者によって主人公の名前が違っていたが、若林演じるキャラが個性的で好評だったことで「モンスター・ヒラタ」という再現コントの1つとして扱われ主人公の名前も「平田」に統一されるようになった。
平田の特徴として「メガネをかけていて、何を考えているか分からない表情とやる気のない態度。何かあるとすぐにキレて「俺このバイト向いてないみたいなんで辞めます」と勤務中であっても途中で帰ってしまうなど自己中心的な性格」である。なお、この再現VTRを見たレギュラー陣や共演した俳優・女優からは、演技と分かった上で平田について「なにコイツ、マジでムカつくわー!」と言われるほど若林のハマリ役である。
泣いたら、許された…
涙を使って危機を切り抜けた悪女を再現コントで紹介する。仕事やバイトでの失敗や浮気、隠し事などが恋人にバレた悪女がピンチに陥り、相手（主に上司や彼氏などの男であることが多い）から責められると「女の武器の1つ」とも言われる涙を使う。すると相手は女の涙に何も言い返せなくなり、悪女が大したお咎めもなく許してもらえるというもの。出演する女優は本当の涙を流さなければならない。
MONEY AND THE CITY
日村演じる純朴な青年が、騙されていることに気づかず、都会で起こる様々な詐欺の被害を再現コントで紹介。
末っ子説明書
末っ子には、偉人や才能あふれる人物が多いと言われており、そんな末っ子の知られざる生態を（島田裕巳先生監修の元）タカ演じる「末吉」が演じる。
ピーターパン・ボーイズ
大人のくせに子供のようなことをしてふざける男達の行動をタカ、設楽、春日、若林の4人が扮する「永遠のお子様 ピーターパン・ボーイズ」の再現コントで紹介する。ちなみに、この行動に呆れる後輩役の加藤曰く、この4人は役柄上テンションが上がりまくり、撮影していない時でもそのままのテンションで過ごしているそうである。ちなみに「ピーターパン・ボーイズ」の名前の由来は、幼稚さを持ったまま大人になってしまうピーターパン症候群である。
就職氷河期
南沢演じる就職に苦しむ女子大生が就職氷河期にひそむ、問題のありすぎる面接官が続々登場し真剣な学生を翻弄させる、信じられない面接のエピソードを紹介する。
面接官の行動は全て芸人のアドリブらしいが、どれも過大演出ではなく、実際にありうる行動であるという｡
GATZN（ガツン）
映画『GANTZ』のパロディで、大物芸能人の言い間違いや思い込みをトシが思い切り突っ込む｡
バカ夫vs妻 離婚劇場
番組に寄せられた衝撃的な理由で離婚したバカな夫と妻の夫婦を再現したコント｡
ラストは中島みゆきの「わかれうた」の替え歌をものまねタレントのなかじままりが歌ったもので飾られる。ちなみに中島みゆきのものまねはなかじまの最も得意とするものまねであるため、この替え歌を聞いたメンバーが初めて聞いた時は「本人が歌ってらっしゃるのかと思った」とコメントした｡
ゆとり堕天禄タツヤ
近年ゆとり世代が社会人になって様々なあり得ない行動を若林演じるタツヤが再現する。

### トーク
VTRを越えろ!コレアリハードルトーク!
視聴者の投稿VTRとコレアリメンバーのエピソードトークのどちらが面白いかを判定する。
コレアリ男らしさ証券所
男の株を上げるとっておきのエピソードで、男らしさを競う。
コレアリメンバーの○○ってアリですか?
コレアリメンバーの「コレってアリですか?」というエピソードを公開する。

## 出演者

### レギュラー
- タカアンドトシ（タカ・トシ）
- バナナマン（設楽統・日村勇紀）
- オードリー（若林正恭・春日俊彰）
- 加藤ローサ - 2010年7月27日放送分からレギュラー出演。
- 南沢奈央
- 芦名星 - 2010年11月9日放送分からレギュラー出演。当初は準レギュラー出演。
- 栗山千明 - 特別出演。2010年7月27日放送分からレギュラー出演。不定期で、VTRのみに出演。

### 準レギュラー（VTR出演）
- 安達祐実
- 虻川美穂子（北陽）
- 石野真子
- 市毛良枝
- いとうあさこ
- 井上和香
- 伊吹吾郎
- 梅宮辰夫
- 蛭子能収
- 大久保佳代子（オアシズ）
- 大澄賢也
- 岡本夏生
- 岡本信人
- 奥菜恵
- 小沢仁志
- 小沢真珠
- 角田信朗
- 加藤夏希
- 金山一彦
- 北村総一朗
- 倉科カナ
- 黒川智花

- 黒田アーサー
- 児嶋一哉（アンジャッシュ）
- ゴリ（ガレッジセール）
- 斎藤洋介
- 酒井敏也
- 櫻井淳子
- 笹野高史
- 佐藤蛾次郎
- しずる
- 田中卓志（アンガールズ）
- 手島優
- デビット伊東
- 中野英雄
- 仲里依紗
- 西岡徳馬
- バービー（フォーリンラブ）
- 萩原流行
- 長谷川初範
- 初恋タロー
- 馬場園梓（アジアン）
- 濱田マリ
- 雛形あきこ

- 松居一代
- 松原智恵子
- 愛実
- 三浦理恵子
- 宮崎美子
- 宮地真緒
- 山下真司
- 山根良顕（アンガールズ）
- 山村紅葉
- 山本博（ロバート）
- 六角精児
- 我が家
- 脇知弘
- 渡部豪太

ほか

## ネット局
| 放送対象地域   | 放送局                                          | 系列                           | 放送曜日・放送時間   |
| -------------- | ----------------------------------------------- | ------------------------------ | -------------------- |
| 関東広域圏     | 日本テレビ（NTV） 『コレってアリですか?』制作局 | 日本テレビ系列                 | 火曜日 21:00 - 21:54 |
| 北海道         | 札幌テレビ（STV）                               | 日本テレビ系列                 | 火曜日 21:00 - 21:54 |
| 青森県         | 青森放送（RAB）                                 | 日本テレビ系列                 | 火曜日 21:00 - 21:54 |
| 岩手県         | テレビ岩手（TVI）                               | 日本テレビ系列                 | 火曜日 21:00 - 21:54 |
| 宮城県         | ミヤギテレビ（MMT）                             | 日本テレビ系列                 | 火曜日 21:00 - 21:54 |
| 秋田県         | 秋田放送（ABS）                                 | 日本テレビ系列                 | 火曜日 21:00 - 21:54 |
| 山形県         | 山形放送（YBC）                                 | 日本テレビ系列                 | 火曜日 21:00 - 21:54 |
| 福島県         | 福島中央テレビ（FCT）                           | 日本テレビ系列                 | 火曜日 21:00 - 21:54 |
| 山梨県         | 山梨放送（YBS）                                 | 日本テレビ系列                 | 火曜日 21:00 - 21:54 |
| 新潟県         | テレビ新潟（TeNY）                              | 日本テレビ系列                 | 火曜日 21:00 - 21:54 |
| 長野県         | テレビ信州（TSB）                               | 日本テレビ系列                 | 火曜日 21:00 - 21:54 |
| 静岡県         | 静岡第一テレビ（SDT）                           | 日本テレビ系列                 | 火曜日 21:00 - 21:54 |
| 富山県         | 北日本放送（KNB）                               | 日本テレビ系列                 | 火曜日 21:00 - 21:54 |
| 石川県         | テレビ金沢（KTK）                               | 日本テレビ系列                 | 火曜日 21:00 - 21:54 |
| 福井県         | 福井放送（FBC）                                 | 日本テレビ系列／テレビ朝日系列 | 火曜日 21:00 - 21:54 |
| 中京広域圏     | 中京テレビ（CTV）                               | 日本テレビ系列                 | 火曜日 21:00 - 21:54 |
| 近畿広域圏     | 読売テレビ（ytv）                               | 日本テレビ系列                 | 火曜日 21:00 - 21:54 |
| 鳥取県・島根県 | 日本海テレビ（NKT）                             | 日本テレビ系列                 | 火曜日 21:00 - 21:54 |
| 広島県         | 広島テレビ（HTV）                               | 日本テレビ系列                 | 火曜日 21:00 - 21:54 |
| 山口県         | 山口放送（KRY）                                 | 日本テレビ系列                 | 火曜日 21:00 - 21:54 |
| 徳島県         | 四国放送（JRT）                                 | 日本テレビ系列                 | 火曜日 21:00 - 21:54 |
| 香川県・岡山県 | 西日本放送（RNC）                               | 日本テレビ系列                 | 火曜日 21:00 - 21:54 |
| 愛媛県         | 南海放送（RNB）                                 | 日本テレビ系列                 | 火曜日 21:00 - 21:54 |
| 高知県         | 高知放送（RKC）                                 | 日本テレビ系列                 | 火曜日 21:00 - 21:54 |
| 福岡県         | 福岡放送（FBS）                                 | 日本テレビ系列                 | 火曜日 21:00 - 21:54 |
| 長崎県         | 長崎国際テレビ（NIB）                           | 日本テレビ系列                 | 火曜日 21:00 - 21:54 |
| 熊本県         | くまもと県民テレビ（KKT）                       | 日本テレビ系列                 | 火曜日 21:00 - 21:54 |
| 鹿児島県       | 鹿児島読売テレビ（KYT）                         | 日本テレビ系列                 | 火曜日 21:00 - 21:54 |
| 大分県         | 大分放送（OBS）                                 | TBS系列                        | 月曜日 24:25 - 25:20 |
| 沖縄県         | 琉球放送（RBC）                                 | TBS系列                        | 金曜日 13:55 - 14:53 |

## パイロット版
『人気芸人と豪華女優がショート再現コント連発!キレてもいいですか?』（にんきげいにんとごうかじょゆうがショートさいげんコントれんぱつ - ）として2010年1月16日 21:00 - 22:24に放送された。「思わずキレそうになった場面」を再現した20本のコントの内2本が同年1月15日から第2日本テレビで先行配信された。スタジオセットには「キレ（布）」を意味する赤色のチェック柄が使われ、出演者も衣装のどこかにチェック柄を取り入れていた。

### 出演者
- タカアンドトシ（タカ・トシ）
- バナナマン（設楽統・日村勇紀）
- オードリー（若林正恭・春日俊彰）
- 南沢奈央
- 佐藤江梨子
- 水野美紀

#### VTRのみの出演
- 加藤ローサ
- 仲里依紗
- 本仮屋ユイカ
- 加藤夏希
- ダンテ・カーヴァー
- 酒井敏也
- 椿鬼奴
- ゴリ（ガレッジセール）
- 岸学（どきどきキャンプ）
- 初恋タロー

## 備考
- 2010年11月9日放送の『踊る踊る!さんま御殿!!こんな家族アリですか?大暴露でマジ喧嘩スペシャル』に番宣を兼ねてコレアリメンバーがゲスト出演した。
- レギュラーのオードリーは本番組終了後、『ヒルナンデス!』の水曜レギュラーに起用された。
- 痛快TV スカッとジャパン - 内容が酷似している。[要出典]
- め組の園 - 本番組の演出、安島隆が務めている類似番組。第一回では、『不機嫌ハラスメント夫』として、春日俊彰が出演した。

## スタッフ
- 企画・演出：安島隆
- ナレーション：皆口裕子、野田圭一（主に「ストレス物語」のナレーション）、生野文治（主に「モンスターヒラタ」のナレーション）、森本レオ（「ダマされた」コーナーのみ）
- 構成：大井洋一、藤谷弥生、寺田智和、成瀬正人、はしもとこうじ、森本雅也、善積知樹
- TM：江村多加司
- SW：小林宏義、望月達史
- CAM：水梨潤、吉田健治
- 音声：今野健
- VE：田口徹、天内理絵、塩原和益、佐藤大心、舘野真也、小峰祐司、石山実
- 照明：加藤恵介
- 技術協力：NiTRo
- ロケ技術：三浦貴広（イメージランド）、齋藤和彦（だだだ）、竹内浩司（ゴーエン）
- 美術：松崎純一、佐藤千穂、黒崎真知子
- 美術協力：日本テレビアート
- 音効：小田切暁（278）
- TK：長坂真由美
- 編集：中西雅照・加納敏行（読売映像）
- MA：島崎敏晴（読売映像）
- CG：アイヴリックスタジオ
- 編成：高谷和男、吉無田剛
- 営業：加藤友規
- 宣伝：神山喜久子、三瓶篤樹
- デスク：本郷直
- AD：土井一真、小坂道洋、新井一平、鹿田真生、小原靖広、細野裕嗣、渡邉志保、高橋有紗、石神美希、壷井崇央、吉田直也、栗坪隆平 ほか
- AP：渡邊奈津子、安達流海子、常盤吉弘、荒木沙耶香
- 制作進行：菅原めぐみ
- ディレクター：岩本雅直、磯部修、波多野俊介、内田秀実、上田崇博、本間和美、今村光宏、吉仲哲也、塩谷泰孝、水口健司、双津大地郎、保野祥子、中西正太、武石一也
- プロデューサー：吉田和生、小塩佳宏、佐藤俊一、秋丸桃香
- チーフプロデューサー：松崎聡男
- 制作協力：SION、UNMEC
- 製作著作：日本テレビ

### 過去のスタッフ
- ロケ技術：竺原功二（Can）
- 編成：松隈美和、田中裕樹、鯉渕友康
- ディレクター：武田治、上利竜太
- 制作協力：ZIPPY（パイロット版）